# Zamek w Jezupolu
Zamek w Jezupolu – obronny zamek wybudowano w XVI w. przy ujściu Bystrzycy do rzeki Dniestr.

## Historia
Właścicielem drewnianego zamku w Czeszybiesach był Jakub Potocki, wojewoda bracławski. W trakcie oblężenia przez wojska tatarskie doszczętnie spłonął, ponieważ zapalił się zebrany w warowni proch. Jakub Potocki, dzięki udanej ucieczce opuścił zamek, przechodząc przez linię wrogów. W 1598 w miejscu zniszczonego zamku powstał kościół i klasztor dominikanów, jako wyraz wdzięczności za uratowanie. Ziemie pod budowę zostały podarowane przez Jakuba Potockiego.